# Dacochordodes bacescui
Dacochordodes bacescui este o specie de vierme care aparține genului Dacochordodes, din familia Chordodidae⁠(d). Specia a fost descrisă de Iosif Căpușe în 1965 și a fost denumită în onoarea lui Mihai C. Băcescu.